# Jurriaan Andriessen
Jurriaan Hendrik Andriessen (født 15. november 1925 i Haarlem, Holland, død 19. august 1996 i Haag, Holland) var en hollandsk komponist, pianist, dirigent og lærer.
Jurriaan Andriessen der var søn af Hendrik Andriessen og bror til Louis Andriessen, studerede komposition hos sin fader på Utrecht Musikkonservatorium, og senere i Paris hos Olivier Messiaen, og i USA hos Aaron Copland.
Han har skrevet 9 symfonier, orkesterværker, filmmusik, scenemusik, koncerter for mange instrumenter, elektronisk musik, korværker etc.
Andriessen komponerede både i traditionel og moderne stil, og var inspireret af alt, lige fra Amerikanske film til moderne symfonisk musik.

## Udvalgte værker
- Symfoni nr. 1 "Berkshire Symfonier" (1949) - for orkester
- Symfoni nr. 2 (1962) - for blæseorkester
- Symfoni nr. 3 "Friesland Symfonien" (1963) - for orkester
- Symfoni nr. 4 "Fugle" (1965) - for kor og orkester
- Symfoni nr. 5 "Tidsånd" (1970) - for klarinet, popgruppe, 6 dansere og orkester
- Symfoni nr. 6 "I gammel stil - kunstens Symfoni" (1972) - for orkester
- Symfoni nr. 7 "Den vækkende drøm" (1976) for elektroniske instrumenter
- Symfoni nr. 8 "I klassisk stil - fejringen" (1977) - for orkester
- "Miniature Symfoni" (1970) - for skoleorkester
- 2 Klaverkoncerter (1943, 1948) - for klaver og orkester
- Fløjtekoncert (1952) - for fløjte og orkester